# Andreas Duhm
Andreas Duhm (22 d'agost de 1883, Göttingen, Alemanya – 23 de novembre de 1975, Heidelberg) fou un jugador d'escacs suís - alemany. Era el germà petit de Hans Duhm i de Dietrich Duhm, també jugadors d'escacs. El seu pare, Bernhard Duhm, fou professor de teologia protestant a Göttingen i a Basilea. Andreas va estudiar també teologia.

## Resultats destacats en competició
Va guanyar tres cops el Campionat d'escacs de Suïssa, a Berna 1900, St. Gallen 1901 (ex aequo amb Max Pestalozzi, Hans Duhm, i Eugen Meyer), i a Basilea 1913. Va guanyar també els torneigs de Karlsruhe 1911, Kitzingen 1913 (triangular), i Heidelberg 1913 (per davant de Solomon Rosenthal, Dietrich Duhm, etc.), i va empatar als llocs 4t-5è amb Alexander Ilyin-Genevsky al Campionat suís de Montreux 1914 (campions: D. Duhm i Moriz Henneberger); fou 4t a Baden-Baden 1921 (Badischen Kongress, quadrangular, el campió fou D. Duhm).